# Orange Bowl (tennis)
L'Orange Bowl International Tennis Championships, conosciuto fino al 2008 come Dunlop Orange Bowl International Tennis Championships per motivi di sponsorizzazione, è uno dei più importanti tornei tennistici riservati ai giocatori fino a diciotto anni. È stato incluso dall'ITF tra i soli cinque eventi di Grado A. Il torneo si tiene ogni anno a dicembre a Plantation, negli USA sui campi all'aperto del Frank Veltri Tennis Center.

## Storia
Nel 1947 Eddie Herr, padre di una giovane tennista di nome Suzanne, notò che gli eventi riservati ai ragazzi erano troppo pochi e organizzò la prima edizione del torneo al Flamingo Park di Miami. La tredicenne Suzanne vinse il torneo di doppio insieme a Joan Johnson, già vincitrice del torneo in singolare, l'evento maschile venne invece vinto da Lew McMasters.
Per 51 anni il torneo si è disputato sui campi in terra verde del Flamingo Park prima che nel 1998 a causa della cattiva manutenzione fosse trasferito sui campi in cemento del "Crandon Park Tennis Center" dove si giocava il contemporaneo Sony Ericsson Open. Nel 2011 però viene di nuovo spostato sui campi in terra verde questa volta del complesso tennistico del Frank Veltri Tennis Center a Plantation dove si svolge attualmente.
Negli anni la fama del torneo è cresciuta attirando sempre più tennisti da nazioni diverse, tra i vincitori del torneo si contano infatti almeno venti nazionalità diverse, tra cui: Björn Borg, Jim Courier, Elena Dement'eva, Chris Evert, Roger Federer, Mary Joe Fernandez, Ivan Lendl, John McEnroe, Andy Roddick e Gabriela Sabatini.

## Albo d'oro

### Singolare ragazzi Under 18
| Anno | Campione                | Finalista              | Punteggio                           |
| ---- | ----------------------- | ---------------------- | ----------------------------------- |
| 1947 | Lew McMasters           | Chuck Devoe            | 11–9, 6–2                           |
| 1948 | Tommy Boys              | Don Kaiser             | 4–6, 4–6, 6–2, 6–0, 6–0             |
| 1949 | Gil Bogley              | Hamilton Richardson    | 6–4, 8–6, 6–3                       |
| 1950 | Jacque R. Grigry        | Fred Bill              | 6–4, 6–2, 6–2                       |
| 1951 | Sam Giammalva           | Tim Coss               | 2–6, 6–3, 1–6, 6–1, 6–2             |
| 1952 | Ed Rubinoff             | Jerry Moss             | 6–3, 1–6, 6–2, 5–7, 6–1             |
| 1953 | Mike Green              | Ed Rubinoff            | 1–6, 7–5, 6–2, 4–6, 6–2             |
| 1954 | Allen Quay              | Jean Noel Grinda       | 2–6, 6–2, 6–3, 7–5                  |
| 1955 | Mike Green              | John Skogstad          | 6–1, 6–1, 6–1                       |
| 1956 | Carlos Fernandes        | Norman Perry           | 6–1, 6–3, 6–4                       |
| 1957 | Chris Crawford          | Butch Buchholz         | 3–6, 3–6, 6–2, 6–2, 6–3             |
| 1958 | Ronnie Barnes           | Ned Neely              | 6–0, 6–2, 6–1                       |
| 1959 | Jose Luis Arilla        | Juan Gisbert           | 4–6, 6–2, 9–7, 6–2                  |
| 1960 | William Lenoir          | Frank Froehling III    | 6–2, 6–3, 2–6, 4–6, 6–3             |
| 1961 | Mike Belkin             | Geoffrey Pollard       | 7–5, 6–4, 7–5                       |
| 1962 | Tony Roche              | Geoffrey Pollard       | 6–1, 6–3, 7–5                       |
| 1963 | Thomaz Koch             | Bill Harris            | 6–3, 6–0, 6–2                       |
| 1964 | Marcelo Lara            | Bill Harris            | 3–6, 6–3, 9–7, 6–4                  |
| 1965 | Ismail El Shafei        | Jaime Pressley         | 6–3, 6–3, 6–3                       |
| 1966 | Manuel Orantes          | Georges Goven          | 6–3, 6–3, 9–7                       |
| 1967 | Mike Estep              | Jeff Borowiak          | 6–2, 6–2, 6–2                       |
| 1968 | Richard Stockton        | Paul Gerken            | 6–2, 6–0, 6–2                       |
| 1969 | Harold Solomon          | Danny Birchmore        | 5–7, 6–2, 6–2, 3–6, 6–1             |
| 1970 | Harold Solomon          | Brian Gottfried        | 6–3, 11–9, 6–1                      |
| 1971 | Corrado Barazzutti      | Vitas Gerulaitis       | 6–4, 6–1, 6–2                       |
| 1972 | Björn Borg              | Vitas Gerulaitis       | 7–5, 6–2, 6–1                       |
| 1973 | Billy Martin            | Butch Walts            | 6–1, 6–1, 1–6, 6–0                  |
| 1974 | Billy Martin            | Tomáš Šmíd             | 6–7 (0–5), 4–6, 6–2, 6–1, 7–6 (5–1) |
| 1975 | Fernando Luna           | Larry Gottfried        | 6–3, 6–4                            |
| 1976 | John McEnroe            | Eliot Teltscher        | 7–5, 6–1                            |
| 1977 | Ivan Lendl              | Yannick Noah           | 3–6, 7–6, 6–3                       |
| 1978 | Gabriel Urpi            | Schalk Van der Merwe   | 6–3, 6–1                            |
| 1979 | Raúl Viver              | Pablo Arraya           | 7–6(1), 6–4                         |
| 1980 | Joakim Nyström          | Carlos Castellan       | 7–5, 7–6(2)                         |
| 1981 | Roberto Argüello        | Renato Joaquim         | 6–2, 6–1                            |
| 1982 | Guy Forget              | Jorge Bardou           | 7–5, 2–6, 6–1                       |
| 1983 | Kent Carlsson           | Emilio Sánchez         | 6–2, 6–4                            |
| 1984 | Ricky Brown             | Jay Berger             | 6–3, 6–3                            |
| 1985 | Claudio Pistolesi       | Bruno Orešar           | 6–2, 6–0                            |
| 1986 | Javier Sánchez          | Al Parker              | 6–3, 6–4                            |
| 1987 | Jim Courier             | Andrej Čerkasov        | 6–3, 6–2                            |
| 1988 | Marc Rosset             | Stefano Pescosolido    | 7–6(6), 3–6, 6–1                    |
| 1989 | Fernando Meligeni       | German Lopez           | 7–6(3), 7–6(0)                      |
| 1990 | Andrij Medvedev         | Oliver Fernández       | 6–4, 2–6, 6–2                       |
| 1991 | Marcelo Charpentier     | Karim Alami            | 6–4, 6–3                            |
| 1992 | Vince Spadea            | Gastón Etlis           | 7–6(9), 6–3                         |
| 1993 | Albert Costa            | Roberto Carratero      | 7–5, 6–2                            |
| 1994 | Nicolás Lapentti        | Gustavo Kuerten        | 6–3, 7–6(3)                         |
| 1995 | Mariano Zabaleta        | Tommy Haas             | 6–2, 3–6, 6–1                       |
| 1996 | Alberto Martín          | Arnaud Di Pasquale     | 6–4, 6–2                            |
| 1997 | Nicolás Massú           | Rodolfo Rake           | 6–1, 6–2                            |
| 1998 | Roger Federer           | Guillermo Coria        | 7–5, 6–3                            |
| 1999 | Andy Roddick            | Maximilian Abel        | 6–1, 6(5)–7, 6–4                    |
| 2000 | Todor Enev              | Bruno Soares           | 7–5, 6–2                            |
| 2001 | Robin Söderling         | Juan Mónaco            | 6–3, 6–4                            |
| 2002 | Brian Baker             | Mathieu Montcourt      | 7–6(5), 6–3                         |
| 2003 | Marcos Baghdatis        | Gaël Monfils           | 4–6, 7–5, 6–2                       |
| 2004 | Timothy Neilly          | Donald Young           | 6–4, 7–5                            |
| 2005 | Robin Roshardt          | Q-Paris Gemouchidis    | 6–1, 6–0                            |
| 2006 | Petru Alexandru Luncanu | Nicolas Santos         | 6–2, 4–6, 6–3                       |
| 2007 | Ričardas Berankis       | Grigor Dimitrov        | 6–3, 6–2                            |
| 2008 | Yuki Bhambri            | Jarmere Jenkins        | 6–1, 6–3                            |
| 2009 | Gianni Mina             | Arthur De Greef        | 6–4, 6–4                            |
| 2010 | George Morgan           | Jannick Lupescu        | 6–2, 6–3                            |
| 2011 | Dominic Thiem           | Patrick Ofner          | 6–1, 6–0                            |
| 2012 | Laslo Đere              | Elias Ymer             | 6–4, 6–4                            |
| 2013 | Frances Tiafoe          | Stefan Kozlov          | 7–6(3), 0–6, 6–3                    |
| 2014 | Stefan Kozlov           | Stefanos Tsitsipas     | 2–6, 6–3, 6–2                       |
| 2015 | Miomir Kecmanović       | Stefanos Tsitsipas     | 6–3, 2–6, 7–6(5)                    |
| 2016 | Miomir Kecmanović       | Yibing Wu              | 6–3, 6–1                            |
| 2017 | Hugo Gaston             | Dostanbek Tashbulatov  | 6–2, 6–3                            |
| 2018 | Otto Virtanen           | Zane Khan              | 7–5, 6–4                            |
| 2019 | Thiago Agustín Tirante  | Juan Bautista Torres   | 6–0, 6–3                            |
| 2020 | Arthur Fils             | Peter Fajta            | 6–1, 4–6, 6–2                       |
| 2021 | Daniel Vallejo          | Bruno Kuzuhara         | 6–2, 6–3                            |
| 2022 | Gerard Campana Lee      | Rodrigo Pacheco Mendez | 7–6(3), 4–6, 6–3                    |
| 2023 | Danil Panarin           | Luca Preda             | 6–4, 6–1                            |

### Singolare ragazzi Under 16
| Anno | Campione                  | Finalista              | Punteggio             |
| ---- | ------------------------- | ---------------------- | --------------------- |
| 1962 | Bill Harris               | Pancho Guzmán          | 6–1, 7–5              |
| 1963 | Charles Brainard          | Jaime Pressley         | 6–2, 6–4              |
| 1964 | Zan Guerry                | Mike Hamilton          | 6–2, 6–2              |
| 1965 | Mac Claflin               | Modesto Vazquez        | 6–4, 6–4              |
| 1966 | Charles Owens             | Ken Hira               | 8–10, 6–2, 6–3        |
| 1967 | Woody Blocher             | Harold Solomon         | 1–6, 6–4, 8–6         |
| 1968 | Guillermo Vilas           | Emilio Montano         | 6–3, 6–4              |
| 1969 | John Whitlinger           | Jean Caujolle          | 6–3, 6–4              |
| 1970 | Billy Martin              | Mark Joffey            | 6–1, 6–1              |
| 1971 | Björn Borg                | Víctor Pecci           | 7–5, 7–5              |
| 1972 | Hans Gildemeister         | Ferdi Taygan           | 7–5, 6–4              |
| 1973 | Chris Casa                | Gianni Ocleppo         | 7–5, 6–0              |
| 1974 | Van Winitsky              | José Luis Clerc        | 6–2, 6–2              |
| 1975 | Bobby Berger              | Celso Secommondi       | 6–1, 4–6, 6–2         |
| 1976 | Ivan Lendl                | Cássio Motta           | 3–6, 6–3, 6–1         |
| 1977 | Scott Davis               | Ben Testerman          | 6–3, 6–4              |
| 1978 | Thierry Tulasne           | Mike Falberg           | 6–3, 4–6, 6–1         |
| 1979 | Mats Wilander             | Henri Leconte          | 6–4, 6–4              |
| 1980 | Michael Kures             | Jimmy Brown            | 7–6(5), 6–4           |
| 1981 | Carlos Chalbalgoity       | Fernando Roese         | 4–6, 7–6(2), 7–5      |
| 1982 | Stefan Edberg             | Robby Weiss            | 2–6, 6–4, 6–4         |
| 1983 | Bruno Orešar              | Boris Becker           | 2–6, 7–6(7), 3–0 rit. |
| 1984 | Horst Skoff               | Guillermo Pérez Roldán | 6–1, 6–4              |
| 1985 | Arnaud Boetsch            | Patrick Wennberg       | 6–3, 6–3              |
| 1986 | Jim Courier               | Andrei Cherkosov       | 6–0, 7–5              |
| 1987 | Paul Dogger               | Brice Karsh            | 6–1, 6–0              |
| 1988 | Fabrice Santoro           | Manuel Gasbarri        | 6(4)–7 , 7–5, 6–2     |
| 1989 | Juan Garat                | Reinhard Wawra         | 6–2, 4–6, 7–6(6)      |
| 1990 | Àlex Corretja             | Juan Gisbert           | 6–4, 7–6(6)           |
| 1991 | Gonzalo Corrales          | Thomas Johansson       | 2–6, 6–2, 7–5         |
| 1992 | Rene Nicklisch            | Rogier Wassen          | 3–6, 6–4, 6–2         |
| 1993 | Mariano Zabaleta          | Jean Francois Bachelot | 6–4, 7–6(3)           |
| 1994 | Markus Hipfe              | Mariano Zabaleta       | 7–6(6), 3–6, 6–4      |
| 1995 | Dario Sciortino           | Marat Safin            | 3–6, 7–6(5), 6–3      |
| 1996 | Julien Jeanpierre         | Luis Horna             | 6–4, 6–1              |
| 1997 | Guillermo Coria           | Feliciano López        | 6–4, 6–2              |
| 1998 | Tommy Robredo             | Antonio Pastorino      | 6–4, 6–3              |
| 1999 | Giovanni Lapentti         | Alejandro Falla        | 6–2, 6–2              |
| 2000 | Brian Dabul               | Marc Auradou           | 6–2, 6–0              |
| 2001 | Florin Mergea             | Peter Steinberger      | 6–1, 7–6(2)           |
| 2002 | Jose Luis Muguruza        | Gaël Monfils           | 6–3, 6–3              |
| 2003 | Donald Young              | Aljoscho Thron         | 3–6, 6–3, 6–2         |
| 2004 | Emiliano Massa            | Kellen Damico          | 6–2, 6–0              |
| 2005 | Gueorgui Roumenov Payakov | Stephane Piro          | 6–4, 6–3              |
| 2006 | Grigor Dimitrov           | David Thurner          | 6–3, 7–6(0)           |
| 2007 | Bernard Tomić             | José Pereira           | 6–2, 7–5              |
| 2008 | Denis Kudla               | Mitchell Frank         | 6–0, 6–2              |
| 2009 | Alexios Halebian          | Marcos Giron           | 4–6, 7–6(4), 6–4      |
| 2010 | Laurent Lokoli            | Lucas Pouille          | 6–3, 6–0              |
| 2011 | Chung Hyeon               | Diego Pedraza          | 6(6)–7, 6–3, 6–1      |
| 2012 | Andrej Rublëv             | Tommy Paul             | 6–3, 6–4              |
| 2013 | Yunseong Chung            | Chan-Yeong Oh          | 3–6, 6–2, 6–1         |
| 2014 | Sam Riffice               | Mattias Siimar         | 6–1, 1–6, 7–5         |
| 2015 | Sebastián Báez            | Karl Friberg           | 6–2, 6–1              |
| 2016 | Steven Sun                | Vikash Singh           | 3–6, 7–5, 6–1         |
| 2017 | Nicholas David Ionel      | Nini Gabriel Dica      | 0–6, 7–5, 6–2         |
| 2018 | Pablo Llamas Ruiz         | Dali Blanch            | 6–4, 5–7, 6–3         |
| 2019 | Daniel Rincón             | Gabrielius Guzauskas   | 6–0, 6–1              |
| 2020 | Jonah Braswell            | Ignacio Buse           | 6–0, 6–1              |
| 2021 | Quang Duong               | Alexander Frusina      | 1–6, 1–6, 6–4         |
| 2022 | Naoya Honda               | Matthew Forbes         | 6–3, 6–4              |
| 2023 | Dominick Modesjczuk       | Ronit Karki            | 7–6(5), 6–3           |

### Singolare ragazze Under 18
| Anno | Campionessa               | Finalista            | Punteggio        |
| ---- | ------------------------- | -------------------- | ---------------- |
| 1947 | Joan Johnson              | Joan Woodbury        | 6–1, 6–1         |
| 1948 | Melita Ramirez            | Dorothy Watman       | 6–4, 11–9        |
| 1949 | Elaine Lewicki            | Toby Greenberg       | 4–6, 7–5, 6–4    |
| 1950 | Toby Greenberg            | Mary Slaughter       | 8–6, 4–6, 6–4    |
| 1951 | Karol Fageros             | Yolanda Ramírez      | 6–4, 6–3         |
| 1952 | Karol Fageros             | Jackie Johannes      | 6–4, 7–9, 6–2    |
| 1953 | Pat Shaffer               | Rosa Maria Reyes     | 6–4, 6–3         |
| 1954 | Marilyn Stock             | Joyce Pniewski       | 7–5, 7–5         |
| 1955 | Mimi Arnold               | Rosa Maria Reyes     | 6–2, 6–1         |
| 1956 | Mary Ann Mitchell         | Sue Hodgman          | 6–2, 6–3         |
| 1957 | Maria Bueno               | Gwyneth Thomas       | 6–4, 7–5         |
| 1958 | Carol Hanks               | Susan Sterrett       | 6–2, 6–2         |
| 1959 | Sandy Warshaw             | Carol Ann Prosen     | 9–7, 14–12       |
| 1960 | Carol Ann Prosen          | Judy Alvarez         | 4–6, 7–5, 6–4    |
| 1961 | Judy Alvarez              | Mary Arfaras         | 6–0, 6–0         |
| 1962 | Stephanie DeFina          | Maureen Schwartz     | 6–4, 6–3         |
| 1963 | Peaches Bartkowicz        | Sharon Pritula       | 6–1, 6–0         |
| 1964 | Peaches Bartkowicz        | Susan Dykes          | 6–1, 6–4         |
| 1965 | Peaches Bartkowicz        | Diane Matzner        | 6–3, 6–0         |
| 1966 | Peaches Bartkowicz        | Marilyn Aschner      | 6–1, 6–4         |
| 1967 | Patti Hogan               | Vera Cleto           | 6–4, 6–2         |
| 1968 | Patricia Montana          | Emily Fisher         | 6–4, 6–1         |
| 1969 | Chris Evert               | Karin Benson         | 6–2, 6–3         |
| 1970 | Chris Evert               | Janet Haas           | 6–4, 6–3         |
| 1971 | Donna Ganz                | Susan Epstein        | 6–3, 6–1         |
| 1972 | Donna Ganz                | Laurie Tenney        | 6–2, 6–1         |
| 1973 | Mima Jaušovec             | Rayni Fox            | 6–7, 6–2, 7–5    |
| 1974 | Lynn Epstein              | Chris Penn           | 6–1, 6–2         |
| 1975 | Lynn Epstein              | Sheila McInerney     | 6–2, 6–1         |
| 1976 | Marise Kruger             | Anne Smith           | 2–6, 6–3, 6–4    |
| 1977 | Anne Smith                | Hana Strachonova     | 7–6, 7–5         |
| 1978 | Andrea Jaeger             | Rosalyn Fairbank     | 6–1, 6–3         |
| 1979 | Kathleen Horvath          | Patrizia Murgo       | 7–5, 6–0         |
| 1980 | Susan Mascarin            | Renalta Sasak        | 6–3, 3–6, 6–4    |
| 1981 | Penny Barg                | Hana Fukarkova       | 6–2, 6–3         |
| 1982 | Carling Bassett           | Manuela Maleeva      | 6–4, 4–3 rit.    |
| 1983 | Debbie Spence             | Anamarie Cecchini    | 2–6, 7–5, 6–4    |
| 1984 | Gabriela Sabatini         | Katerina Maleeva     | 6–1, 6–3         |
| 1985 | Mary Joe Fernandez        | Patricia Tarabini    | 7–6(5), 6–1      |
| 1986 | Patricia Tarabini         | Bettina Fulco        | 6–2, 6–2         |
| 1987 | Nataša Zvereva            | Laura Lapi           | 6–2, 6–0         |
| 1988 | Carrie Cunningham         | Laura Lapi           | 6–0, 6–1         |
| 1989 | Luanne Spadea             | Sofie Albinus        | 6–0, 6–3         |
| 1990 | Pili Perez                | Silvia Ramon         | 6–1, 7–6(7)      |
| 1991 | Elena Lichovceva          | Maria Jose Galdano   | 7–6(5), 6–1      |
| 1992 | Barbara Mules             | Rossana de los Ríos  | 7–5, 7–5         |
| 1993 | Ángeles Montolio          | Sonya Jeyaseelan     | 6(4)–7, 6–1, 6–1 |
| 1994 | Mariann Ramon             | Anna Kurnikova       | 7–5, 6–4         |
| 1995 | Anna Kurnikova            | Sandra Načuk         | 6–3, 6–2         |
| 1996 | Ana Alcazar               | Katarina Srebotnik   | 6–3, 6–0         |
| 1997 | Tina Pisnik               | Gabriela Voleková    | 6–2, 6–0         |
| 1998 | Elena Dement'eva          | Nadia Petrova        | 3–6, 6–4, 6–0    |
| 1999 | Maria Jose Martinez       | María Emilia Salerni | 6–4, 6–1         |
| 2000 | Vera Zvonarëva            | Edina Gallovits      | 7–6(4), 6–4      |
| 2001 | Vera Zvonarëva            | Svetlana Kuznecova   | 6(2)–7, 6–4, 6–3 |
| 2002 | Vera Duševina             | Anna-Lena Grönefeld  | 6–0, 6–1         |
| 2003 | Nicole Vaidišová          | Neha Uberoi          | 5–7, 6–4, 6–3    |
| 2004 | Jessica Kirkland          | Alla Kudrjavceva     | 6–3, 6–2         |
| 2005 | Caroline Wozniacki        | Mihaela Buzarnescu   | 6–1, 6–4         |
| 2006 | Nikola Hofmanová          | Ksenija Milevskaja   | 7–5, 6–3         |
| 2007 | Michelle Larcher de Brito | Melanie Oudin        | 7–5, 6–3         |
| 2008 | Julia Boserup             | Christina McHale     | 6–4, 2–6, 6–3    |
| 2009 | Gabriela Dabrowski        | Kristina Mladenovic  | 6–3, 2–6, 7–5    |
| 2010 | Lauren Davis              | Grace Min            | 6–3, 6(7)–7, 6–1 |
| 2011 | Anett Kontaveit           | Julija Putinceva     | 6–2, 6–2         |
| 2012 | Ana Konjuh                | Kateřina Siniaková   | 6–3, 6–2         |
| 2013 | Varvara Flink             | Ivana Jorović        | 6–1, 2–6, 6–4    |
| 2014 | Sofia Kenin               | Ingrid Neel          | 6–3, 6–3         |
| 2015 | Bianca Vanessa Andreescu  | Kayla Day            | 7–6(4), 6–4      |
| 2016 | Kaja Juvan                | Anastasia Potapova   | 6–1, 6–4         |
| 2017 | Whitney Osuigwe           | Margaryta Bilokin    | 6–1, 6–4         |
| 2018 | Coco Gauff                | Qinwen Zheng         | 6–1, 3–6, 6–4    |
| 2019 | Robin Montgomery          | Jana Kolodynska      | 7–6(4), 6–3      |
| 2020 | Ashlyn Krueger            | Jana Kolodynska      | 6–4, 6–4         |
| 2021 | Petra Marcinko            | Diana Shnaider       | 3–6, 6–1, 6–3    |
| 2022 | Mayu Crossley             | Clervie Ngounoue     | 1–6, 6–3, 6–4    |
| 2023 | Hannah Klugman            | Tyra Caterina Grant  | 6–3, 6–3         |

### Singolare ragazze Under 16
| Anno | Campionessa                  | Finalista                   | Punteggio        |
| ---- | ---------------------------- | --------------------------- | ---------------- |
| 1962 | Peaches Bartkowicz           | Jocil Janis                 | 6–1, 6–2         |
| 1963 | Vicki Holmes                 | Becky Vest                  | 6–2, 6–8, 6–4    |
| 1964 | Carol Hunter                 | Marilyn Aschner             | 6–4, 6–3         |
| 1965 | Carol Hunter                 | Linda Tuero                 | 6–1, 6–3         |
| 1966 | Linda Tuero                  | Emily Fisher                | 7–5, 6–2         |
| 1967 | Karuka Sawamutsa             | Karin Benson                | 6–2, 6–3         |
| 1968 | Chris Evert                  | Susan Stap                  | 6–1, 6–2         |
| 1969 | Laurie Fleming               | Laurie Tenney               | 6–1, 6–0         |
| 1970 | Sandy Stap                   | Donna Ganz                  | 5–7, 6–4, 6–2    |
| 1971 | Jeanne Evert                 | Ellyn Levin                 | 6–1, 6–1         |
| 1972 | Robin Tenney                 | Carrie Fleming              | 7–6, 6–4         |
| 1973 | Zenda Liess                  | Anne Smith                  | 6–0, 6–2         |
| 1974 | Zenda Liess                  | Jennifer Balent             | 6–3, 6–3         |
| 1975 | Jennifer Balent              | Zenda Liess                 | 6–3, 6–1         |
| 1976 | Mary Lou Daniels             | Suzanne Doumar              | 6–2, 3–6, 7–5    |
| 1977 | Hana Mandlíková              | Michelle DePalmer           | 6–2, 6–3         |
| 1978 | Michelle DePalmer            | Corinne Vanier              | 6–4, 6–3         |
| 1979 | Pamela Casale                | Marie-Christine Calleja     | 6–1, 6–1         |
| 1980 | Barbara Bramblett            | Helena Suková               | 6–4, 7–6(4)      |
| 1981 | Raffaella Reggi              | Beverly Bowes               | 4–6, 7–6(2), 7–5 |
| 1982 | Claudia Hernández            | Carin Anderholm             | 6–2, 1–6, 6–0    |
| 1983 | Shawn Foltz                  | Eleni Rossides              | 7–6(1), 7–6(4)   |
| 1984 | Mary Joe Fernandez           | Patricia Tarabini           | 6–4, 6–1         |
| 1985 | Sybile Noix Chateau          | Alexia Dechaume             | 6–3, 6–1         |
| 1986 | Alexia Dechaume              | Luanne Spadea               | 6–2, 6–4         |
| 1987 | Florencia Labat              | Macarena Miranda            | 6–1, 1–6, 6–1    |
| 1988 | Sylvie Sabas                 | Marlies Reindrs             | 6–3, 6–0         |
| 1989 | Svetiana Komleva             | Kristie Boogert             | 6–2, 6–3         |
| 1990 | Petra Kamstra                | Axelle Thomas               | 3–6, 6–3, 6–3    |
| 1991 | Andrea Glass                 | Lara Bitter                 | 6–1, 7–5         |
| 1992 | Emanuela Sangiorgi           | Amanda Basica               | 3–6, 6–2, 6–0    |
| 1993 | Stephy Halsell               | Tatjana Ječmenica           | 6–2, 6–3         |
| 1994 | Nathalie Dechy               | Caroline Christian          | 6–1, 6–1         |
| 1995 | Ana Alcazar                  | Ekaterina Sysoeva           | 6–3, 6–3         |
| 1996 | Elena Dement'eva             | Melissa Middleton           | 4–6, 6–4, 6–3    |
| 1997 | Lourdes Domínguez Lino       | Laetitia Sanchez            | 4–6, 7–5, 6–2    |
| 1998 | Marta Marrero                | Eléni Daniilídou            | 7–6(5), 6–2      |
| 1999 | Iona Ciochina Raluca         | Vera Zvonarëva              | 5–7, 6–0, 6–3    |
| 2000 | Marion Bartoli               | Daniela Casanova            | 6–2, 6–3         |
| 2001 | Whitney Deason               | Delia Sescioreanu           | 6–3, 6–3         |
| 2002 | Charlene Vanneste            | Sophie Melikishili          | 6–3, 5–7, 6–0    |
| 2003 | Alexa Glatch                 | Laura Vallverdu             | 6–3, 6–1         |
| 2004 | Florencia Molinero           | Stephanie Herz              | 7–6(7), 6–2      |
| 2005 | Oksana Kalašnikova           | Maria-Luiza Craciun         | 6–4, 6–2         |
| 2006 | Allie Will                   | Lauren Embree               | 6–4, 6–1         |
| 2007 | Lilly Kimbell                | Katarena Paliivets          | 6–2, 6–3         |
| 2008 | Chanelle Van Nguyen          | Madison Keys                | 6–3, 5–7, 6–4    |
| 2009 | Breaunna Addison             | Kelsey Laurente             | 6–1, 6–2         |
| 2010 | Alexandra Kiick              | Catherine Harrison          | 5–7, 6–2, 6–0    |
| 2011 | Erin Routfille               | Katie Boulter               | 6–4, 6–3         |
| 2012 | Gloria Liang                 | Chloe Michele Ouellet-Pizer | 6–3, 7–5         |
| 2013 | Charlotte Robillard-Millette | Alexis Nelson               | 6–0, 1–6, 6–4    |
| 2014 | Bianca Vanessa Andreescu     | Dominique Schaefer          | 7–5, 6–3         |
| 2015 | Maria Lourdes Carlé          | Gabriela Tatarus            | 6–2, 7–6(7)      |
| 2016 | Katie Volynets               | Imani Graham                | 6–4, 6–3         |
| 2017 | Katriin Saar                 | Fiona Crawley               | 6–3, 6–3         |
| 2018 | Madison Sieg                 | India Houghton              | 2–6, 6–4, 7–5    |
| 2019 | Ashlyn Krueger               | Clervie Ngounoue            | 7–5, 2–6, 6–2    |
| 2020 | Valeria Ray                  | Tatum Evans                 | 6–4, 3–6, 6–1    |
| 2021 | Kate Kim                     | Stephanie Yakoff            | 6–4, 3–0 rit.    |
| 2022 | Alexis Nguyen                | Claire Hill                 | 6–1, 6–2         |
| 2023 | Leena Friedman               | Thea Frodin                 | 1–6, 6–4, 6–1    |

### Doppio ragazzi Under 18
| Anno | Campioni                            | Finalisti                            | Punteggio           |
| ---- | ----------------------------------- | ------------------------------------ | ------------------- |
| 1993 | Sebastián Prieto Jimi Szymanski     | Noam Behr Jamie Delgado              | 0–6, 6–3, 6–3       |
| 1994 | Bobby Kokavec Jocelyn Robichaud     | Nicolas Lapentti Gustavo Kuerten     | 3–6, 6–3, 6–3       |
| 1995 | Kepler Orellana Mariano Zabaleta    | Amir Hadad Harel Levy                | 5–7, 6–4, 6–4       |
| 1996 | Petr Kralert Robin Vik              | Kristian Capalik Miha Gregorič       | 6–4, 6–2            |
| 1997 | Mirko Pehar Lovro Zovko             | Jaroslav Levinský Kobi Ziv           | 7–6, 7–6            |
| 1998 | Jose De Armas Lovro Zovko           | Simone Amorico Fernando González     | 6–3, 6–4            |
| 1999 | Julien Benneteau Nicolas Mahut      | Mardy Fish Joachim Johansson         | 6–3, 6–3            |
| 2000 | Bruno Echagaray Santiago Gonzalez   | Darko Mađarovski Janko Tipsarević    | 7–5, 2–6, 6–2       |
| 2001 | Philipp Petzschner Simon Stadler    | Máximo González Juan Mónaco          | 6–2, 7–6(6)         |
| 2002 | Scott Oudsema Phillip Simmonds      | Florin Mergea Horia Tecău            | 6–4, 6–4            |
| 2003 | Rafael Arevalo Jamie Cuellar        | Treat Conrad Huey Gregor Ouellette   | 7–6(5), 6–3         |
| 2004 | Piero Luisi David Navarrete         | Abdullah Maqdes Martin Petersen      | 6–1, 6–4            |
| 2005 | Emiliano Massa Leonardo Mayer       | Marin Čilić Nikola Mektić            | 6–4, 7–6(3)         |
| 2006 | Danila Arsenov Roman Jebavý         | Fernando Romboli Nicolas Santos      | 6–2, 6–4            |
| 2007 | Roman Jebavý Vasek Pospisil         | Matt Reid John-Patrick Smith         | 6–4, 4–6, 6–4       |
| 2008 | Devin Britton Jarmere Jenkins       | Yuki Bhambri Chase Buchanan          | 7–6(7), 6–2         |
| 2009 | Michail Birjukov Alexandr Rumjancev | Pierre-Hugues Herbert Kevin Krawietz | 6–2, 2–6, [10–8]    |
| 2010 | Julien Cagnina Jeroen Vanneste      | Liam Broady Nik Razboršek            | 7–6(6), 4–6, [10–5] |
| 2011 | Liam Broady Joshua Ward-Hibbert     | Robin Kern Dominic Thiem             | 6–4, 6–3            |
| 2012 | Cristian Garín Nicolás Jarry        | Lukas Mugevičius Alexandr Vasilenko  | 6–2, 7–6(3)         |
| 2013 | Filippo Baldi Lucas Miedler         | Andrej Rublëv Alexander Zverev       | 6–3, 6(6)–7, [10–8] |
| 2014 | Stefan Kozlov Michael Mmoh          | Chung Yun-seong Hong Seong-chan      | 6–4, 7–6(5)         |
| 2015 | Juta Šimizu Junosuke Tanaka         | Ergi Kirkin Alexei Popyrin           | 7–5, 7–6(2)         |
| 2016 | Toru Horie Yuta Shimizu             | Shinji Hazawa Naoki Tajima           | 6–2, 6–1            |
| 2017 | Tomáš Macháč Ondřej Štyler          | Nicolas Mejia Park Ui-sung           | 6–4, 6–4            |
| 2018 | Sergej Fomin Gauthier Onclin        | Justin Schlageter Gustaf Ström       | 6(6)–7, 6–1, [10–8] |
| 2019 | Mikolaj Lorens Šunsuke Micui        | Lorenzo Claverie Aidan Mayo          | 6–4, 6–4            |
| 2020 | Peter Fajta Zsombor Velcz           | Shang Juncheng Daniel Vallejo        | 6–4, 6–3            |
| 2021 | Edas Butvilas Abedallah Shelbayh    | Nicholas Godsick Ethan Quinn         | 6–2, 6–4            |
| 2022 | Adriano Dzhenev Iliyan Radulov      | Gerard Campana Lee Paul Inchauspe    | 6–3, 2–6, [10–7]    |
| 2023 | Andrew Delgado Matthew Forbes       | Atakan Karahan Hoyoung Roh           | 3–6, 6–3, [11–9]    |

### Doppio ragazze Under 18
| Anno | Campionesse                            |
| ---- | -------------------------------------- |
| 1993 | Anne Pastor Dally Randriantefy         |
| 1994 | Alice Canepa Maria Paola Zavagli       |
| 1995 | Giulia Casoni Maria Paola Zavagli      |
| 1996 | Michaela Paštiková Jitka Schönfeldová  |
| 1997 | Kim Clijsters Zsófia Gubacsi           |
| 1998 | Clarisa Fernández María Emilia Salerni |
| 1999 | Maki Arai Bethanie Mattek              |
| 2000 | Gisela Dulko Anikó Kapros              |
| 2001 | Anna-Lena Grönefeld Barbora Strýcová   |
| 2002 | Darya Kustova Anastasiya Yakimova      |
| 2003 | Marina Eraković Ekaterina Kosminskaya  |
| 2004 | Marina Eraković Monica Niculescu       |
| 2005 | Jennifer-Lee Heinser Elizabeth Plotkin |
| 2006 | Sorana Cîrstea Urszula Radwańska       |
| 2007 | Mallory Cecil Melanie Oudin            |
| 2008 | Lauren Embree Asia Muhammad            |
| 2009 | Anna Orlik Valerija Solov'ëva          |
| 2010 | Lauren Herringová Madison Keys         |
| 2011 | Victoria Kan Hanna Poznikhirenko       |
| 2012 | Gabrielle Andrews Taylor Townsend      |
| 2013 | Naiktha Bains Tornado Alicia Black     |
| 2014 | Catherine Bellis Markéta Vondroušová   |
| 2015 | Pranjala Yadlapalli Tamara Zidanšek    |
| 2016 | Olga Danilović Anastasija Potapova     |
| 2017 | Joanna Garland Naho Sato               |
| 2018 | Adrienn Nagy Park So-hyun              |
| 2019 | Alex Eala Evialina Laskevich           |
| 2020 | Reese Brantmeier Kimmi Hance           |
| 2021 | Petra Marčinko Diana Šnaider           |
| 2022 | Tyra Grant Iva Jovic                   |
| 2023 | Tyra Caterina Grant Iva Jovic          |